# Ioniko (Elida)
Ioniko (greacă Ιονικό) este un oraș în Grecia în prefectura Elida.